# Vauclaix
Vauclaix is een gemeente in het Franse departement Nièvre (regio Bourgogne-Franche-Comté) en telt 117 inwoners (2009). De plaats maakt deel uit van het arrondissement Clamecy.

## Geografie
De oppervlakte van Vauclaix bedraagt 14,5 km², de bevolkingsdichtheid is 8,1 inwoners per km².
De onderstaande kaart toont de ligging van Vauclaix met de belangrijkste infrastructuur en aangrenzende gemeenten.

## Demografie
Onderstaande figuur toont het verloop van het inwonertal (bron: INSEE-tellingen).